# درخشش (فیلم ۱۹۹۶)
درخشش (انگلیسی: Shine) فیلمی در ژانر موزیکال به کارگردانی اسکات هیکس است که در سال ۱۹۹۶ منتشر شد. از بازیگران آن می‌توان به جفری راش، نوآ تیلور، آرمین مولر-اشتال، جان گیلگد و لین ردگریو اشاره کرد.
این فیلم برنده جایزه اسکار بهترین بازیگر نقش اول مرد توسط جفری راش در سال ۱۹۹۶ شده‌است.
این فیلم بر اساس داستان زندگی نوازندهٔ استرالیایی پیانو دیوید هلفگات ساخته شده که به علت بیماری روانی زندگی پر تلاطمی را پشت سر گذاشته‌است.